# DOZ
DOZ(ディーオージー)は韓国のヒップホップユニット。2007年デビュー。当初は「D.O.G」という名前で活動をしていた。

## 経歴
高校生の頃から活動を開始し、KBS全国のど自慢最優秀賞を受賞するなど数々のコンテストで優勝。韓国のヒップホップ歌手MC Sniperにスカウトされ2年間練習生として過ごす。
2010年8月23日に韓国でリリースされたシングルCD「ありがとうごじゃいます」が日本のTwitterを通じて広まり、“最も中毒性の高い動画”としてYouTubeで100万再生を突破。2010年10月29日に緊急来日し、渋谷Camelotなどでライブを行った。12月8日にエイベックスから日本デビューCDをリリースした。

## メンバー
ユ・ジュンソン(유준성)
- 生年月日:1984年11月17日

イ・ギウク(이기욱)
- 生年月日:1984年5月3日

## ディスコグラフィー
- シングル 百獣Song(2007年)
- シングル ありがとうごじゃいます(2010年)
- シングル 他の女に会って良かった(2011年)
- 第1集 初体験(2011年)

## 出演
- めざましテレビ（フジテレビ、2010年11月5日）
- ハッピーMusic（日本テレビ、2010年11月5日）
- PON!（日本テレビ、2010年12月9日）

## CM
- 二東ジャパン にっこりマッコリ（2011年）